# Secret Weapons Over Normandy
Secret Weapons Over Normandy est un jeu vidéo de simulation de vol de combat développé par Totally Games et édité par LucasArts, sorti en 2003 sur Windows, PlayStation 2 et Xbox.

## Accueil
- Computer Gaming World : 2,5/5 (PC)[1]
- Edge : 8/10[2]